# Área de Conservação da Paisagem de Mäetaguse
A Área de Conservação da Paisagem de Mäetaguse foi um parque natural localizado no condado de Ida-Viru, na Estónia.
A área do parque natural era de 53 hectares.
A área protegida foi fundada em 1965 para proteger a floresta de carvalhos de Mäetaguse e o Parque de Mäetaguse. Em 2006, a área protegida foi designada como área de conservação paisagística.